# 瀧川一益
瀧川一益（1525年－1586年10月21日），日本戰國時代織田家家臣，甲賀豪族出身。外號「進退皆看瀧川」的猛將，織田信長麾下四名元帥級國主之一，另外三位為柴田勝家、羽柴秀吉、明智光秀，另一位織田家老丹羽長秀地位高，但從未被任命為方面軍統帥。

## 織田政權時期
瀧川一益進入織田家的時間並未記載，他的事蹟從1560年才開始有紀錄。1561年，擔任使者邀請松平元康（日後的德川家康）前往清洲城即信長當時的居城，達成了同盟（即清洲同盟）。
1567年2月，被委任為進攻伊勢的總大將，成功的攻下桑名、員辨二郡，於是信長將伊勢侵略全權交給一益，不久後用計拉攏木造具政，以對抗伊勢最大勢力北畠具教，而之後信長迅速以大軍壓進伊勢國內，使得原本猶豫不決的諸勢力迅速倒向織田方，北畠氏的滅亡指日可待。兩年後，即永祿十二年（1569年），一益以寡兵奮戰，利用伊勢土豪的倒戈，終於使得北畠具教接受信長的勸降命令，並收信長次子織田信雄為養子，信長三子織田信孝則被神戶具盛收為養子。之後則被任命防守伊勢（大河內城之戰）。
1572年的三方原之戰，與平手汎秀、佐久間信盛共同被信長命為援軍，然而在德川軍全面崩潰時逃亡。一益與信盛都沒被信長責罰，但其他參戰的織田家臣都遭處罰。
1573年，隨同信長征討足利義昭，攻陷其所在的槇島城。然後立刻前往加入淺井、朝倉討伐軍，勢如破竹的攻進朝倉本據地一乘谷城，之後負責安撫朝倉降將及越前國人的任務。同年9月，信長攻擊長島一向一揆，也加入了攻勢中，戰後受封了北勢五郡，兼任長島城主，信長還申請了左近將監的官位給了一益。1575年5月，長篠之戰中率領鐵炮隊出陣，也參與了同年的越前一向一揆殲滅戰。
1577年2月則是隨著已經漸漸減少出陣的信長征討紀伊的雜賀眾，8月則前往越前支援柴田勝家對上杉謙信的手取川之戰，但敗北，10月則加入信長嫡男織田信忠對松永久秀的討伐戰，松永久秀自殺後，迅速前往丹波協助明智光秀。之後播磨的羽柴求援，便帶著丹羽、明智前往播磨參戰。1578年，被信長要求，造出能擊敗毛利家水軍的大船，之後與九鬼嘉隆造出了六艘鐵甲船，在第二次木津川之戰中大敗毛利水軍，九鬼嘉隆因此役而受封領地，被人稱為海賊大名。同年，鎮守攝津有岡城的荒木村重突然謀反，因此信長迅速誘降中川清秀，並勸降高山右近以求孤立村重，並且親自出征攝津，一益與丹羽長秀和信忠則於他處夾攻，攻陷有岡城，一益則立下大功。
1580年，稱霸關東的北條氏頻頻透過一益來向信長示好，而與武田交惡的信長自然樂見其成，於是封一益為「關八州御警固」，以維持與北條聯繫。
1581年，輔佐信長次子信雄進攻伊賀，即第二次伊賀進攻，在善用兵的一益協助下，曾大敗信雄的伊賀里只抵抗不到半個月就被攻陷。
1582年3月，在一益長期勸誘下，武田勝賴旗下鎮守東山道的大將木曾義昌也倒戈至織田軍，而信長則於此時聯絡德川氏、北條氏，討伐武田氏，此戰總兵力達到十七萬之眾，織田軍勢如破竹，武田方因勝賴長期惡政，織田方完全沒有受到抵抗就攻至新府城，勝賴則在家臣的守護下完成了切腹，甲斐武田家就此滅亡。戰後信長將原是上杉氏所有的關東管領職賜給了一益，並封給一益上野一國和信濃二郡的領地，此時一益所領的石高已經直逼百萬石，全權負責織田家的關東經略事務。
6月2日，主君信長在本能寺因為明智光秀的謀反而死亡，一益深知此事不可能隱瞞，於是開誠布公告訴親近他的上野豪族，讓他們自己決定去留，結果所有人都願續留一益旗下。而收到信長死亡風聲的北條家欲趁火打劫，動員大軍欲取回關八州主導權，一益看穿北條氏的野心，迅速徵招軍隊攻下制高點的金窪城，並大敗來援的北條氏邦。
一益的人生巔峰到此為止，接下來迎接他的是一連串敗戰與羞辱。
北條氏選在神流川集中兵力發起總攻，雖然一益死守使北條氏久攻不下，但北條氏猜測一益應想速戰速決趕回近畿處理織田家事務，決定詐敗誘敵，一益得知敵軍撤退的假消息大喜之下中計深入追擊，被北條氏的伏兵殺得潰敗，此戰史稱神流川之戰。敗後織田家丟失所有關東領地，一益也倉皇逃跑。

## 晚年
一益狼狽的回到長島城時，羽柴秀吉早已擊敗反賊明智光秀，而在清洲會議上秀吉以遭北條家慘敗又臨陣脫逃為由將一益從宿老的位置上拉下來，失去近百萬石領地的敗戰事蹟傳開後，一益在織田家地位一落千丈，後來在信長的百日祭時更被秀吉譏諷「靈堂裡沒有安排瀧川大人的位置」。羽柴秀吉與柴田勝家翻臉後，一益迅速加入柴田方報仇。
同年12月，秀吉發兵攻打岐阜城的信孝，而信孝則交出在清洲會議上被秀吉推選為繼承者的織田三法師（即織田秀信）後談和。1583年正月，一益對羽柴軍的龜山城發起了猛攻，而信孝也選擇進攻大垣城以牽制秀吉，替柴田軍增加優勢，不料秀吉之弟羽柴秀長早一步攻下伊勢諸城斷了一益後路，遭孤立的一益只好投降，祈禱柴田軍能勝利，然而一益的期望落空了，柴田在賤岳之戰大敗，一益的領地全被秀吉沒收，只被賜與了區區五千石。
1584年加入羽柴方參與小牧長久手之戰，但是戰敗被秀吉斥責，失意的一益選擇出家，號入庵，將家督讓給次子一時，領三千石的隱居俸蟄居於越前。後來秀吉一度想以一萬二千石重新起用一益，但不巧一益此時病死，享年六十二歲，法號道榮，結束開高走低的失意人生。

## 後代
- 漢學家瀧川龜太郎。
- 刑法學家瀧川幸辰。

## 登場作品
影視劇
- THE LEGEND & BUTTERFLY（2023年、東映、演：增田修一朗）

| 織田四天王                                   |
| -------------------------------------------- |
| 柴田勝家 \| 丹羽长秀 \| 瀧川一益 \| 明智光秀 |